# 中彰大橋 (台17線)
中彰大橋是台灣一座橫跨烏溪下游的公路橋樑，屬於台17線的一部份。就行政區域而言，北端屬台中市龍井區；南端為彰化縣伸港鄉，不僅是聯絡兩地的重要橋樑，也是劃分兩縣的界橋。此外，在中彰大橋往下游方向可見台61線行經新中彰大橋，相對於上游方向的公路橋樑則是國道三號。
中彰大橋於1979年10月興建。後來經歷921大地震後，中彰大橋被公路總局列為危橋，重建過程遭遇多次颱風、水災等因素，最後於2007年2月13日通車。

## 基本資料
- 橋身全長：1760公尺。[1]
- 橋面寬：14公尺。
- 橋身架構：屬於樑式橋。橋面以I型鋼筋混凝土製成，橋墩主要為多柱式水泥製成，亦參雜受921大地震之前舊有的單柱式水泥橋墩。
- 公路所屬：台17線

## 地理

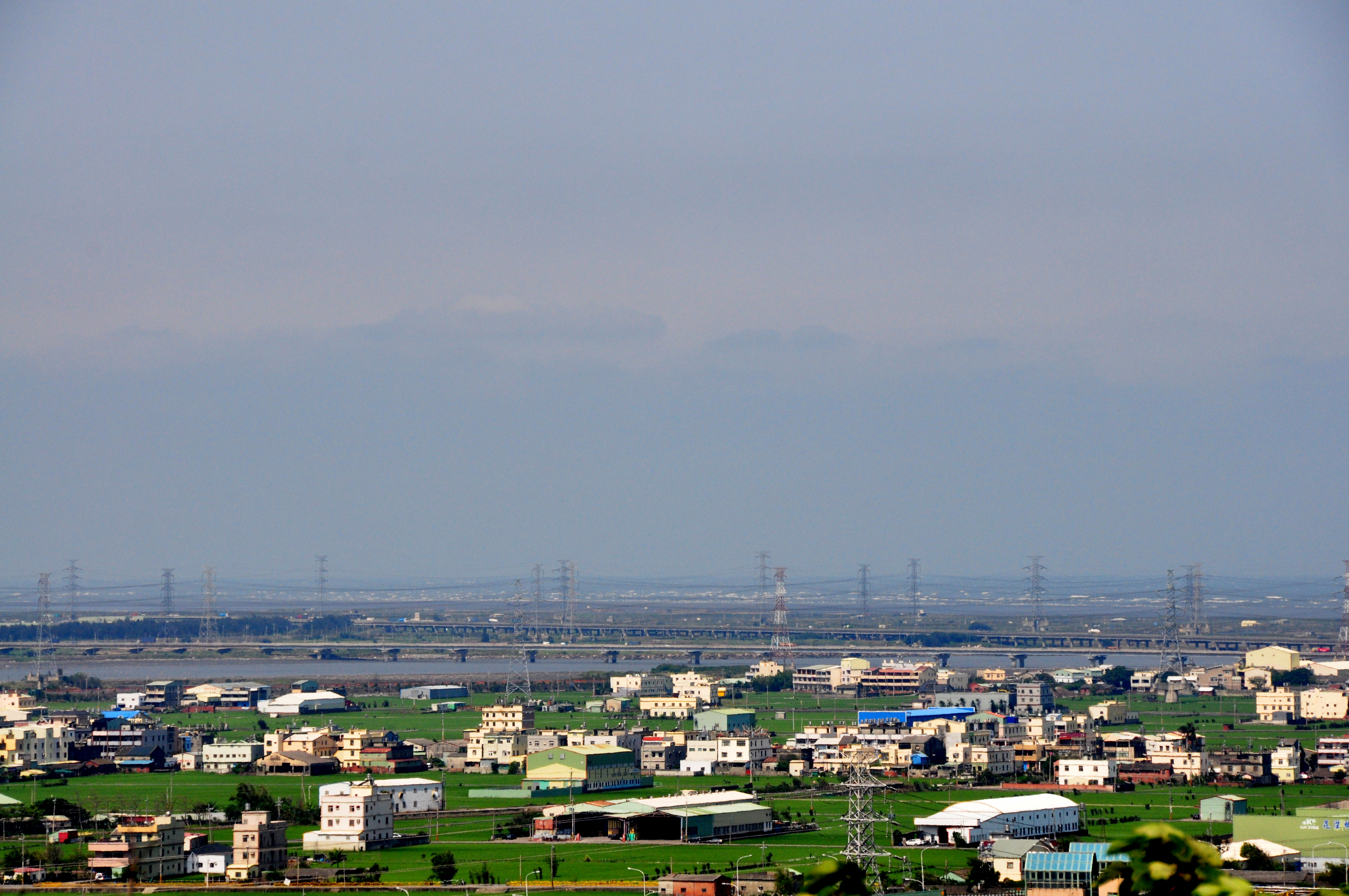
在大肚台地上遠眺台17線中彰大橋，其後為台61線新中彰大橋。

中彰大橋位於台17線18.9公里處，即烏溪下游，為台中與彰化兩縣市之界橋。在台中市轄域而言，座落於全市之西南端，屬龍井區麗水里，往南跨過烏溪後，即是彰化縣之西北端，屬伸港鄉是全興村與溪底村之村界。
不僅如此，中彰大橋也是在台灣地形分區裡，連接起清水平原與彰化平原兩平原之臨海地帶，對臨海生活的居民是具有直接上運輸效能，再往外聯繫，則需仰賴周邊道路。

## 歷史

### 興建歷程
中彰大橋於1979年10月興建，至今有40年的歷史之久，當時落成後在縣市交界兩端設有過路收費站，直到1989年7月1日停止收費，之後於1991年（民國80年）後撤除。
由於台中市與彰化縣海線地區因烏溪為隔，自古交通不便，兩縣市海線地區聯絡要道在未興建本橋前皆得繞路或是乘舟船而行，自落成竣工後至今一直擔任著連絡台中市與彰化縣兩縣市的重要交通要道，上下班等尖峰時間皆有大量的車潮湧入來往其中。
1999年9月21日受到921大地震影響，中彰大橋因部分基樁裸露、橋墩遭掏空，嚴重影響行車，被當時的公路總局列為危橋並編列預算重建，以維護橋墩結構與用路安全，於2003年4月25日正式封閉橋樑進行主橋施工，但三年多來重建命運坎坷，經歷多次颱風、水災，甚至包商倒閉，最後終於在2007年2月13日通車。

### 竣工通車
中彰大橋原橋名為下大肚溪橋（或稱下大度溪橋），以便於跟當時的大肚橋作區隔。通車後，因為聯絡著台中、彰化兩縣要道，故取「中」、「彰」兩字命名，沿用至今。當時在尚未興建台61線新中彰大橋前，中彰大橋是烏溪出海前最後一座橋樑，其橫跨烏溪之長度近1.8公里，可遠眺烏溪出海口。
完工後的大橋肩負著連絡台中與彰化兩縣市的重要道路，兩地的車程也因不需繞路而大大節省兩縣市往來時間。
而在受到921大地震的影響後，整修工程從2003年4月25日起開工，但施工期間遭遇2004年颱風敏督利 、七二水災，2005年海棠颱風、馬莎颱風及2006年6月多日豪雨等侵襲，刷深河床，造成多次重創施工便橋等設施，而沖毀的鋼材及上游水流夾帶的流木淤積在工區河床，清除困難，嚴重影響施工進度。
中彰大橋重建工程一波三折，2006年11月，承包商發生財務週轉困難，造成工程又停滯，後來由公路總局派人現場督工，帶領其他協力廠商趕工，終於在2007年2月13日通車。

### 近況
2007年2月13日中彰大橋通車後，台中與彰化兩縣市人民因中彰大橋之便而省下了約莫30分鐘的遠路。目前橋面為四線道，最外端兩側為機慢車道，中間兩線道則為禁行機車的快車道，與之前舊有橋面上兩端設有的機車道相比，兩側同行車距加大，但也因為沒有了阻隔車道與機車道的安全島後，機慢車等必需偶和大型來往台中、彰化工業區的卡車或是貨櫃車爭道。

## 其它紀事
2008年6月21日曾發生完工一年後橋面70盞路燈電纜線被偷的事件，造成往來兩縣市的居民莫大的不便。

## 圖片集

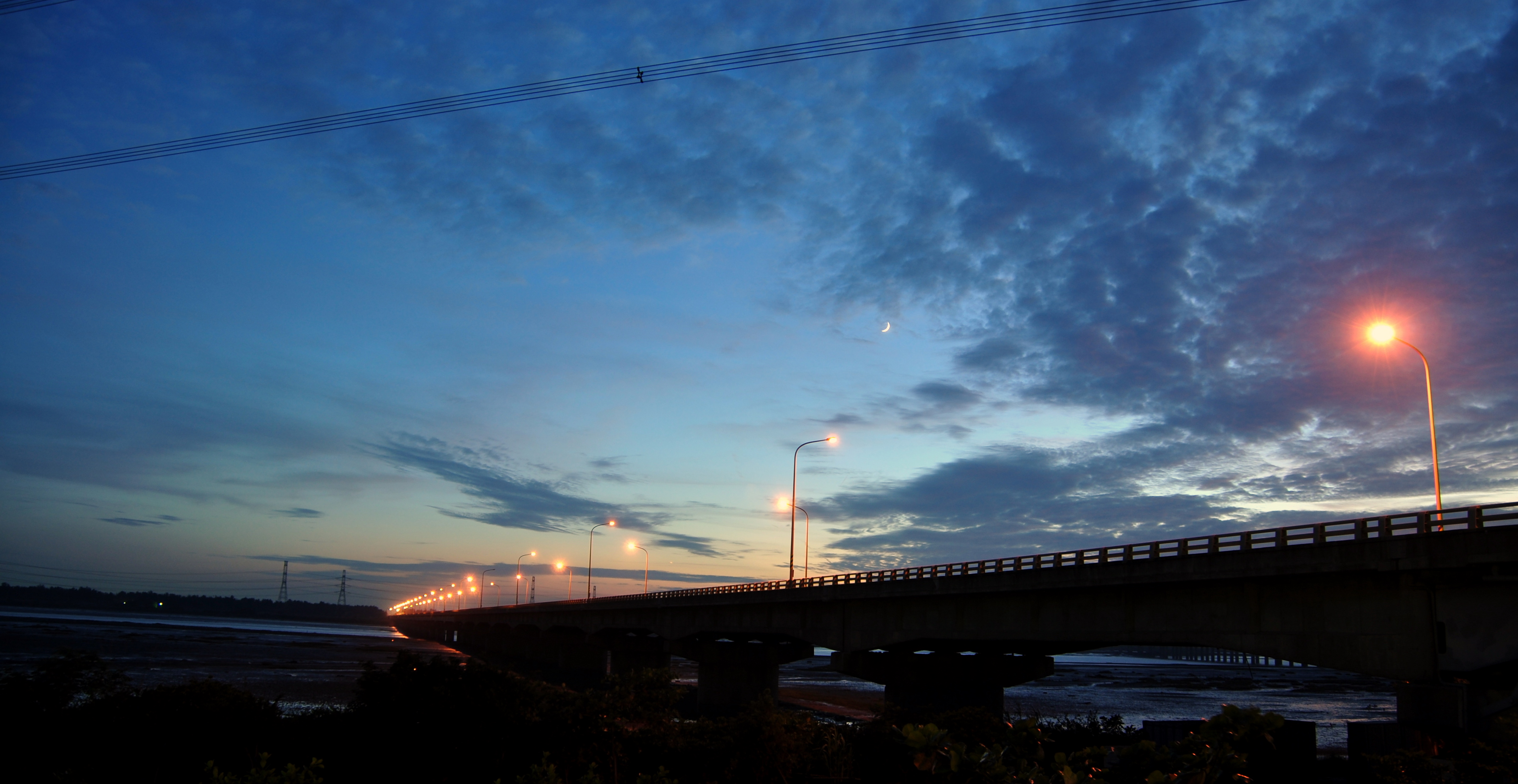
中彰大橋的晚霞。拍攝於台中龍井端。
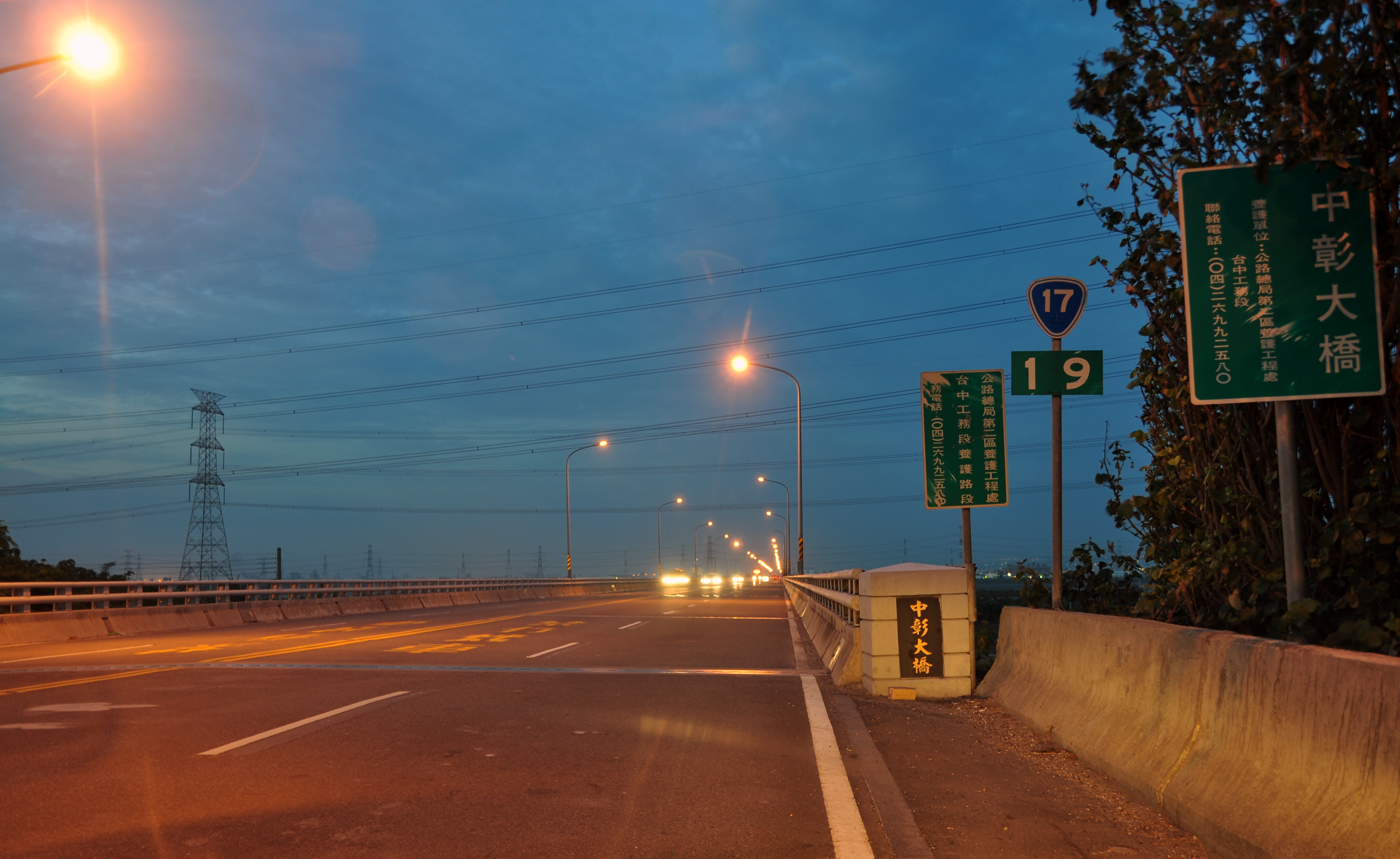
傍晚的中彰大橋。拍攝於彰化伸港端。